# Marianne Schmid Mast

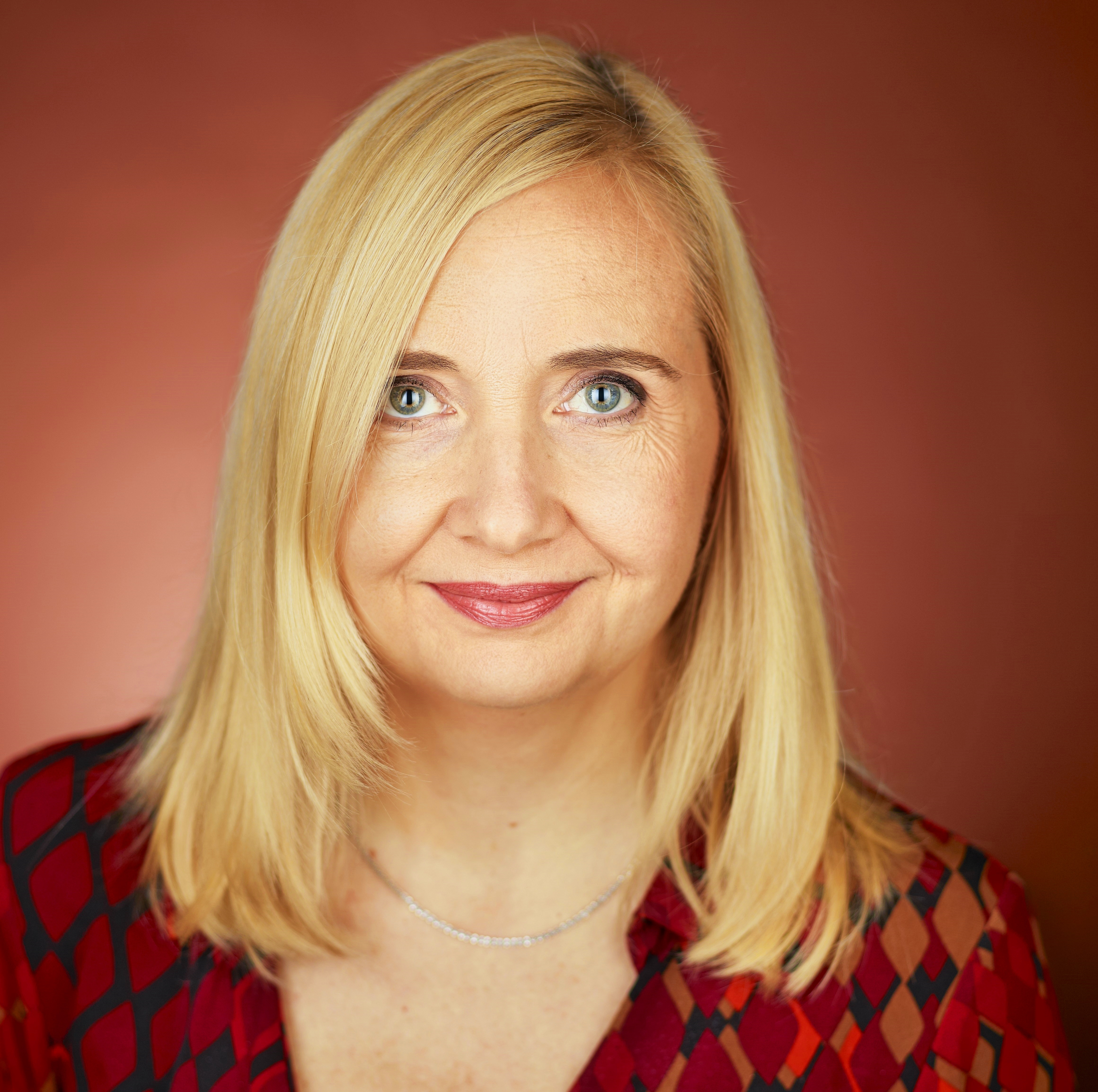
Marianne Schmid Mast (2016)

Marianne Schmid Mast (* 17. Januar 1965 in Olten) ist eine Schweizer Psychologin. Sie ist Professorin für Organisationsverhalten an der Wirtschaftswissenschaftlichen Fakultät (HEC, Faculté des Hautes Études Commerciales) an der Universität Lausanne. Seit 2021 ist sie Dekanin der wirtschaftswissenschaftlichen Fakultät (HEC Lausanne) der Universität Lausanne.

## Biographie
Marianne Schmid Mast wurde in Olten geboren und hat die Primarschule in Däniken, Kanton Solothurn, absolviert. Als sie 10 Jahre alt war, zog ihre Familie nach Oberkulm, und sie besuchte die Bezirksschule Unterkulm und dann die Handelsschule (Alte Kantonschule Aarau) in Aarau. Nach dem Erhalt ihres Handelsdiploms machte sie ihre Wirtschaftsmatura an der École Supérieure de Commerce in Neuchâtel. Nachdem sie ein Jahr für eine Computerfirma gearbeitet hatte, reiste sie 6 Monate in Brasilien. Sie begann danach ihr Medizinstudium an der Universität Zürich und entdeckte ihre Leidenschaft für die Psychologie. So begann sie ihr Psychologiestudium an der Universität Zürich. Ihr Forschungsinteresse galt immer den sozialen Interaktionen am Arbeitsplatz, was sie dazu führte, ordentliche Professorin für Organisationsverhalten an der Universität Lausanne zu werden. Marianne Schmid Mast ist verheiratet und hat zwei Söhne. Die Familie lebt in Pully.

## Akademische Laufbahn
Marianne Schmid Mast erhielt ihren Master in Psychologie im Jahre 1996 und ihren Doktortitel in Psychologie im Jahre 2000, beide von der Universität Zürich. Sie führte daraufhin ihre Forschung weiter an der Northeastern University, USA, in der Sozial- und Persönlichkeitspsychologie, in Zusammenarbeit mit Judith A. Hall. Zurück in der Schweiz an der Universität Zürich in der Sozial- und Gesundheitspsychologie, wurde sie Assistenzprofessorin in Sozialpsychologie an der Universität Fribourg. Sie wurde 2006 an die Universität Neuchâtel ans Institut für Arbeits- und Organisationspsychologie als ordentliche Professorin für Personalpsychologie berufen. Im August 2014 folgte der Ruf an die Universität Lausanne als ordentliche Professorin für Organisationsverhalten. Seit 2021 ist sie Dekanin der wirtschaftswissenschaftlichen Fakultät (HEC Lausanne) der Universität Lausanne. Sie ist Mitglied des Editorial Boards der Fachzeitschrift Leadership Quarterly und war Associate Editor der Zeitschrift Journal of Nonverbal Behavior. Sie ist ehemalige Präsidentin der Schweizerischen Gesellschaft für Psychologie und sie rangiert 2018, 2019 und 2020 in den 50 einflussreichsten Psychologen weltweit und ist Fellow der Society of Personality and Social Psychology sowie der Division 8 der American Psychology Association (APA)[9] für ihre herausragenden, innovativen und langjährigen Forschungsbeiträge in der Persönlichkeits- und Sozialpsychologie.

## Forschung
In ihrer Forschung interessiert sie sich dafür, wie Personen in hierarchischen Strukturen miteinander interagieren, wie sie einander wahrnehmen und wie sie verbal und nonverbal miteinander kommunizieren. Darüber hinaus studiert sie, wie der erste Eindruck, den wir uns von einer Person machen, die soziale Interaktion mit dieser Person beeinflusst und wie wir akkurate Urteile über andere fällen. Marianne Schmid Mast untersucht auch die Kommunikation zwischen Arzt und Patient. Sie verwendet Techniken der virtuellen Realität, um soziales Interaktions- und Kommunikationsverhalten zu untersuchen und benützt computerbasiertes automatic sensing, um nonverbales Sozialverhalten zu studieren.

## Virtuelle Realität
Marianne Schmid Mast hat ihr Labor der virtuellen Realität an der Universität Neuchâtel im Jahre 2006 ins Leben gerufen. Das Labor zog dann 2014 mit ihr an die wirtschaftswissenschaftliche Fakultät (HEC) der Universität Lausanne. Sie verwendet virtuelle Realität zur Untersuchung von menschlichem Sozialverhalten und zum Training sozialer Kompetenzen.